# St. Erhard (Rieshofen)

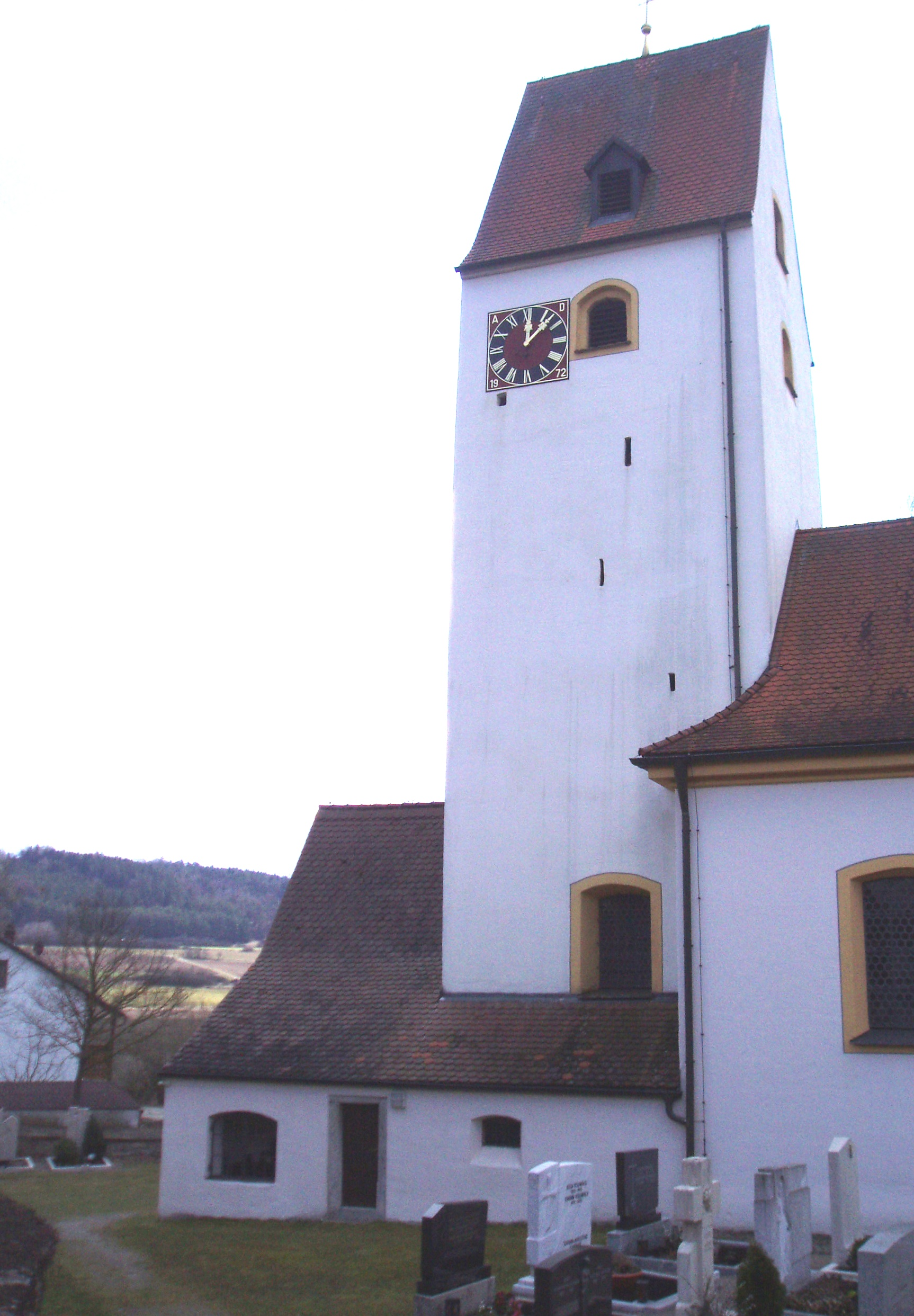
Kath. Kirche St. Erhard in Rieshofen

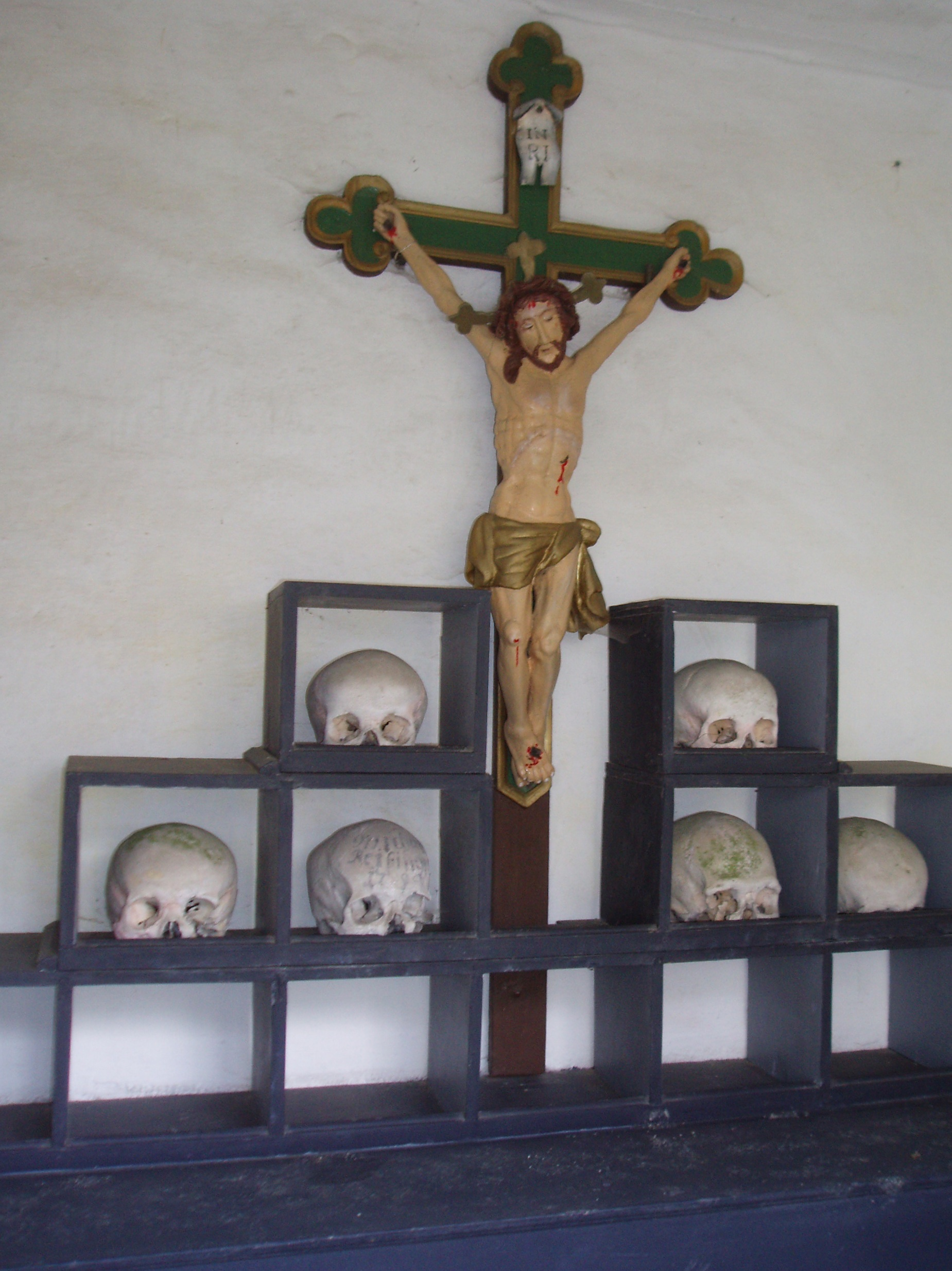
Karner

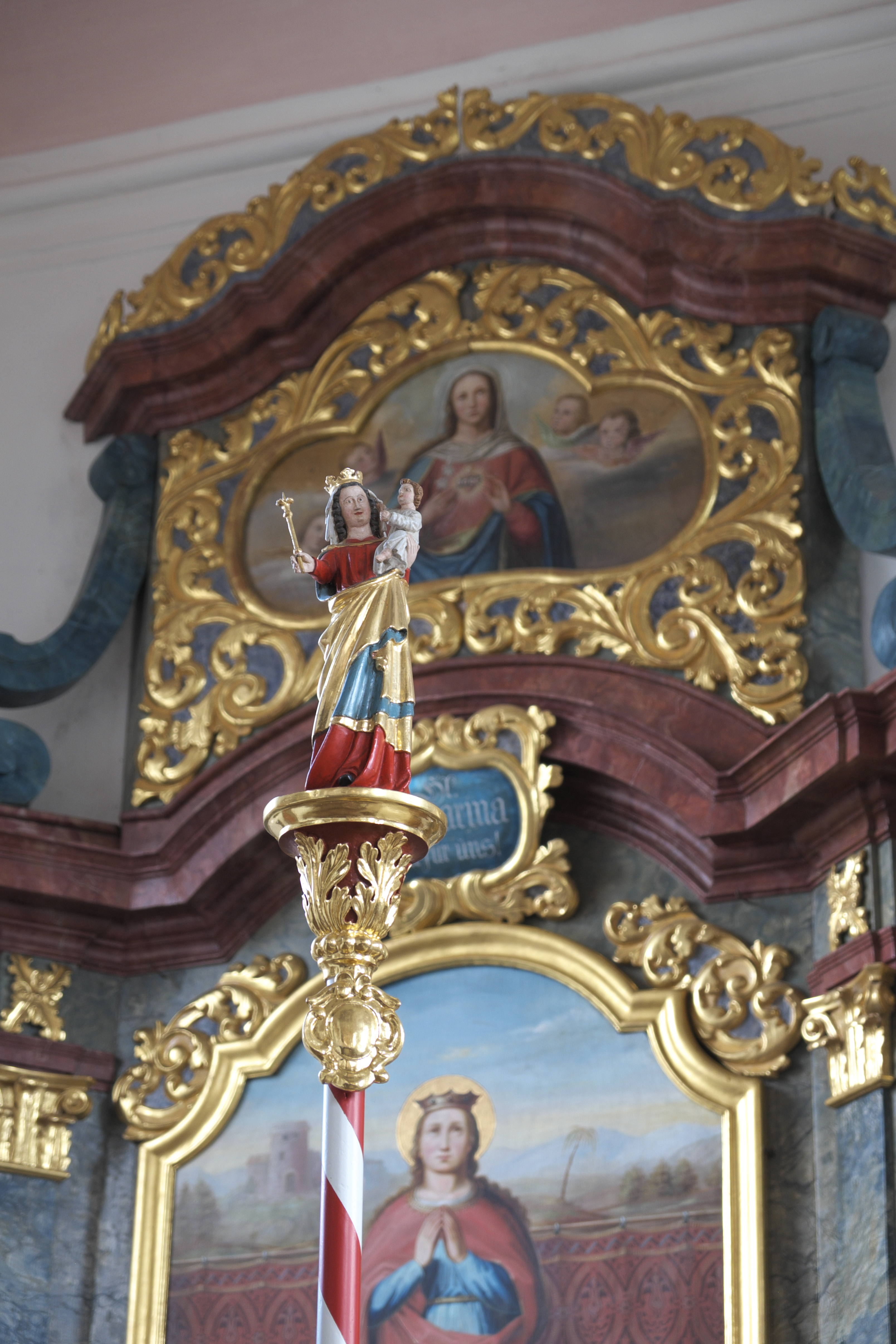
Erhaltene Prozessionsstange

Die Kirche St. Erhard in Rieshofen ist eine römisch-katholische Filialkirche der Pfarrei Walting und gehört zum Pfarrverband Maria und Johannes unter dem Kreuz im Dekanat Eichstätt des Bistums Eichstätt. Die Kirche aus dem 12. Jahrhundert ist als Baudenkmal in der Liste der Baudenkmäler in Walting (Akten-Nr. 1-76-165-49) erfasst. 

## Beschreibung
Teile der Kirche wie die Untergeschosse des Chorturmes sind noch romanisch (circa 12. Jahrhundert), der weitere Aufbau erfolgte in der Spätgotik. Die Bauweise des Turms, insbesondere der – jetzt vermauerte – Hocheingang, deutet darauf hin, dass er ursprünglich ein Wehrturm war. Die übereck gestellten charakteristischen Fialen auf den beiden Giebelscheiteln des Turmes, die noch in den 1930er Jahren vorhanden waren, wurden abgetragen. Das Langhaus der Kirche wurde 1749 neu erbaut, 1759 konsekriert und 1912 erweitert.
An der Nordseite des Turmes befindet sich die Friedhofskapelle mit einem vergitterten Karner mit mehreren beschrifteten Totenschädeln.

## Ausstattung
Die Altäre (mit jüngeren Bildern) und die Kanzel sind barock um 1720. Auf dem Kanzel-Schalldeckel befindet sich eine spätgotische Figur des Erzengels Michael als Seelenwäger (Ende 15. Jahrhundert). Weitere Ton- und Holzfiguren sind spätgotisch beziehungsweise barock. Der Friedhof um die Kirche wird noch genutzt. Der Kreuzweg entstammt dem Rokoko, das Orgelgehäuse ist klassizistisch. Das große Deckengemälde zeigt den Kirchenpatron, wie er das Mädchen Ottilia tauft. Die 1890 eingebauten bunten Glasfenster wurden 1945 bei der Sprengung der nahen Altmühlbrücke durch die Druckwelle zerstört.
Eine Besonderheit stellt die Weihnachtskrippe der Kirche dar. Sie befindet sich hinter dem Altarbild des linken Seitenaltares, das zu Weihnachten entfernt wird und den Blick auf vier große Holzfiguren (die Heilige Familie und ein Engel) freigibt. Die Rückwand wurde 2017 von dem in Rieshofen lebenden österreichischen Künstler Ernst Arnold Bauer neu bemalt.
Ebenso erwähnenswert sind die erhaltenen Prozessionsstangen in der Kirche, sie sind besondere Zeugen gelebter Volksfrömmigkeit.